# Fregate klase La Fayette
Klasa La Fayette (također poznata kao FL-3000 za " Frégate Légère de 3,000 tones", ili FLF za Frégate Légère Furtive ) klasa je fregata opće namjene koje je izgradio DCNS 1980-ih/90-ih, a njima danas upravlja Francuska mornarica. Verzije tog tipa su u službi u mornaricama Saudijske Arabije, Singapura i Tajvana.
Brodovi su početno bili poznati kao "stealth fregate" zbog svog originalnog stealth dizajna u to vrijeme. Smanjeni radarski presjek koji se koristi postignut je čistom superstrukturom u usporedbi s konvencionalnim dizajnom, zakošenim stranicama i materijalom koji apsorbira radar, kompozitnim materijalom od drva i staklenih vlakana koji je tvrd poput čelika, lagan i otporan na vatru. Većina novih borbenih brodova izgrađenih od uvođenja klase La Fayette slijedila je iste principe nevidljivosti.
Svim informacijama prikupljenim senzorima na brodu upravlja sustav za obradu informacija, elektronički mozak operativnog centra broda. Upotpunjuje ga elektronički sustav pomoći u upravljanju.
Brodovi su dizajnirani za prihvat helikoptera od 10 tona u rangu Panther ili NH90 (iako su također sposobni upravljati Super Frelonom i sličnim teškim helikopterima). Ovi helikopteri mogu nositi protubrodske projektile AM39 ili AS15, a mogu se lansirati tijekom stanja mora pet ili šest zahvaljujući sustavu upravljanja helikopterom Samahé. Francuska je naručila pet brodova klase La Fayette 1988., od kojih je posljednji ušao u službu 2001. U francuskoj mornarici, oni će biti postupno zamijenjeni u funkcijama "prvog reda" s pet fregate de taille intermédiaire (FTI, "srednje veličine" fregate") nakon 2024.

### Stealth dizajn
U vrijeme kada su puštene u pogon, klasa La Fayette bile su vrhunac tehnike nevidljivosti za ratne brodove. Oblik trupa i nadgrađa osmišljen je za optimalno smanjenje radarskog zapisa, koji je smanjen za 60 posto: jedinica La Fayette od 3000 tona ima tipičan radarski potpis broda od 1200 tona. Stealth se postiže nagnutim bokovima, što je moguće manje okomitih linija, te vrlo čistim linijama i nadgrađima: stepenice i oprema za privezište su unutarnji, a istaknute strukture prekrivene su čistim površinama. Superstrukture su izgrađene od sintetičkih materijala koji apsorbiraju radar.
Radarski presjek sličan je onom velikog ribarskog broda, što može omogućiti kamuflažu među civilnim brodovima; ili mnogo manje korvete, što bi moglo navesti neprijatelja da podcijeni sposobnosti broda. U slučaju izravnog napada, mala radarska signatura pomaže u izbjegavanju neprijateljskih projektila i sustava za kontrolu vatre. La Fayettes su također opremljeni ometačima koji mogu generirati lažne radarske slike, kao i bacačima mamaca.
Zahvaljujući dizelskim motorima male snage i posebnom sustavu rasipanja topline, brodovi La Fayette imaju nisku toplinsku oznaku. Uobičajeni dimnjak zamijenjen je malim setovima cijevi, iza jarbola, koji hlade izlazni plin prije nego što se pusti. Brodovi obično plove u toplim područjima, što dodatno smanjuje toplinski kontrast s okolinom.
Magnetski potpis smanjen je prisutnošću pojasa za demagnetizaciju. 
Akustični potpis smanjen je postavljanjem motora na elastomerne nosače, koji minimiziraju prijenos vibracija na trup, te gumenim premazima na propelerima. La Fayettes opremljeni su aktivnim sustavom akustične kamuflaže Prairie Masker, koji stvara male mjehuriće ispod trupa kako bi zbunio neprijateljske sonare.

### Izgradnja
Superstruktura je izrađena od lake legure i plastike ojačane staklom, što omogućuje smanjenje težine. To osigurava zadovoljavajuću, ali neoptimalnu otpornost na vatru. Vitalne zone su oklopljene kevlarom, a važni sustavi su redundantni. Posada je zaštićena od bioloških, kemijskih i nuklearnih okruženja.
Brodovi su izgrađeni na principu modularnih struktura od jedanaest prefabriciranih modula koji su proizvedeni u tvornici, isporučeni u brodogradilište i tamo sastavljeni. Ova tehnika rezultira vremenom izgradnje kraćim od dvije godine.
Trup ima naglašeni kut na krmi, bokovi broda imaju negativan nagib od deset stupnjeva. Jednostruko sidro nalazi se točno na stablu, u koje je potpuno uvučeno. Paluba na kojoj je postavljena pomorska oprema je unutarnja kako bi se sakrila od radara.
Superstruktura je izgrađena u jednom komadu i izravno se integrira u trup, samo uz promjenu nagiba. Između glavnog topa i mosta nalazi se platforma. Superstruktura se kontinuirano spušta do helikopterskog hangara na čijem su vrhu postavljene protuzračne rakete kratkog dometa Crotale.
Brodovi ove klase imaju dva jarbola. Glavni jarbol ima piramidalnu strukturu koja integrira lijevke i podržava antenu vojnog komunikacijskog satelitskog sustava Syracuse, dok drugi podržava glavni radar.

#### Tajvanski skandal fregate
Dogovor o tajvanskoj fregati bio je veliki politički skandal, kako u Tajvanu tako i u Francuskoj. Osam ljudi uključenih u ugovor umrlo je u neobičnim i vjerojatno sumnjivim okolnostima. Trgovac oružjem Andrew Wang pobjegao je iz Tajvana u Ujedinjeno Kraljevstvo nakon što je tijelo kapetana Yin Ching-fenga, navodnog zviždača, pronađeno kako pluta u moru. Godine 2001. švicarske vlasti zamrznule su račune Andrewa Wanga, njegove supruge i sina Bruna Wanga u vezi sa skandalom oko tajvanske fregate.